# Comunitat de comunes del Pays de Coulommiers
La Comunitat de comunes del Pays de Coulommiers (oficialment: Communauté de communes du Pays de Coulommiers) és una Comunitat de comunes del departament de Sena i Marne, a la regió de l'Illa de França.
Creada al 2017, està formada 24 municipis i la seu es troba a Coulommiers.

## Municipis
1. Amillis
2. Aulnoy
3. Beautheil
4. Boissy-le-Châtel
5. La Celle-sur-Morin
6. Chailly-en-Brie
7. Chauffry
8. Chevru
9. Coulommiers
10. Dagny
11. Dammartin-sur-Tigeaux
12. Faremoutiers
13. Giremoutiers
14. Guérard
15. Hautefeuille
16. Maisoncelles-en-Brie
17. Marolles-en-Brie
18. Mauperthuis
19. Mouroux
20. Pézarches
21. Pommeuse
22. Saint-Augustin
23. Saints
24. Touquin